# 中国人民解放军北部战区陆军
中国人民解放军北部战区陆军（英文：Northern Theater Command Ground Force），机关驻地济南市，是中国人民解放军北部战区的陆军。

## 沿革
2015年12月31日，中国人民解放军陆军领导机构正式成立。2016年2月1日，中国人民解放军战区成立大会在北京八一大楼举行。中共中央总书记、国家主席、中央军委主席习近平向东部战区、南部战区、西部战区、北部战区、中部战区授予军旗并发布训令。中国人民解放军北部战区陆军机关驻地设在山东省济南市。北部战区陆军部队来自原沈阳军区、济南军区。

## 编制

### 本级中共组织
- 中国共产党中国人民解放军北部战区陆军委员会

### 机关职能部门
- 参谋部
- 政治工作部
- 后勤部
- 装备部
- 纪律检查委员会

### 直属单位
- 陆军朱日和合同战术训练基地
- 陆军洮南合同战术训练基地
- 中国人民解放军第二〇九医院
- 中国人民解放军陆军第七综合训练基地
- 中国人民解放军陆军第八综合训练基地

### 直属部队
集团军
- 陆军第七十八集团军（军部驻黑龙江哈尔滨）
- 陆军第七十九集团军（军部驻辽宁辽阳）
- 陆军第八十集团军（军部驻山东潍坊）

其他直属部队
- 侦察情报第四旅
- 信息保障第四旅
- 电子对抗第四旅
- 边防第三二一旅（阿拉善）
- 边防第三二二旅（包头）
- 边防第三二三旅（锡林郭勒）
- 边防第三二四旅（呼伦贝尔，阿尔山）[4][5]
- 边防第三二五旅（满洲里）
- 边防第三二六旅（漠河、黑河）[6]
- 边防第三二七旅（鹤岗）
- 边防第三二八旅（鸡东）[7]
- 边防第三二九旅（珲春）
- 边防第三三〇旅（白山）[8]
- 边防第三三一旅（丹东）
- 海防第三三二旅（大连外长山），”先遣渡江英雄连“[9][10]
- 海防第三三三旅（烟台内长山）[11]
- 海防第三三四旅（威海乳山）
- 海防第三三五旅（青岛、日照）

## 历任领导
| 司令员 1. 李桥铭 中将（2016年—2017年8月） 2. 王印芳 少将（2017年12月—2020年4月） 3. 吴亚男 中将（2020年4月—2020年12月） 4. 石正露 中将（2020年12月—） 副司令员 - 邹小平 少将（2016年—2017年） - 胡修斌 少将（2016年—） - 宋鸿晓 少将（2017年—） - 郭建华 少将（2017年—） | 政治委员 1. 徐远林 中将（2016年—2016年） 2. 石晓 中将（2016年—2020年12月） 3. 郑璇 中将（2020年12月—2023年6月） 副政治委员 - 张建华 少将（2016年—2017年1月） - 薛凝冰 少将（2016年—） - 祝運璇 少将（2020年一） |

| 参谋长 1. 郑家概 少将（2016年—2017年9月） 副参谋长 - 宋协峰（2016年—） - 王华飞（2016年—） | 政治工作部主任 1. 凌焕新 少将（2016年—2018年1月） 政治工作部副主任 - 蔡志强（2016年—） - 王宝贞（2016年—） |

| 后勤部部长 1. 李露润 少将（2016年—） 后勤部副部长 - 周玉哲（2016年—） | 装备部部长 1. 刘卫星 少将（2016年—） 装备部副部长 |

纪律检查委员会书记
纪律检查委员会副书记